# Giacinto Ambrosini
Giacinto Ambrosini (Bolonha, 1605 — Bolonha, 1672) foi um botânico italiano.

## Biografia
Giacinto Ambrosini é o irmão mais novo do naturalista Bartolomeo Ambrosini (1588-1657) e sucedeu-lhe na cadeira de botânica da Universidade de Bolonha e na direção do jardim botânico da universidade em 1657.
É o autor do catálogo de plantas deste jardim, Hortus Bononiæ studiosirum consitus, e de um dicionário de botânica publicado pouco antes de sua morte, Phytologia, o segundo volume do livro, a ser dedicado às árvores nunca foi publicado.